# Internationell standard
Internationell standard, beteckning ISO, är en standard utarbetad av ett internationellt standardiseringsorgan. Den mest ansedda utfärdaren av sådana standarder är Internationella standardiseringsorganisationen som har de flesta staters nationella standardiseringsorganisationer som medlemmar.